# Joseph Aschbach
Joseph Aschbach, född 29 april 1801 i Höchst vid Frankfurt am Main, död 25 april 1882 i Wien, var en tysk historiker.
Aschbach studerade vid Heidelbergs universitet under Friedrich Christoph Schlosser och verkade först som gymnasielärare i Frankfurt am Main (1823–42), sedan som professor vid Bonns universitet (1842–53) och vid Wiens universitet (1853–72). 
Till Aschbachs tidigare verksamhet hör flera värdefulla arbeten över Pyreneiska halvöns äldre historia, såsom Geschichte der Westgothen (1827), Geschichte der Omajjaden in Spanien (1829–30, ny upplaga 1860) och Geschichte Spaniens und Portugals zur Zeit der Herrschaft der Almorawiden und Almohaden (1833–37). 
I Wien ägnade sig Aschbach åt studiet av den äldre romerska kejsartiden. Hans uppseendeväckande teori, framställd i skriften Roswitha und Konrad Celtes (1867, andra upplagan 1868), att nunnan Roswitha ej författat de henne tillskrivna dramerna, utan att dessa var en litterär förfalskning och härrörde från humanisten Konrad Celtes har ej stått provet inför kritiken. Wienuniversitetets jubelfest 1865 föranledde honom att påbörja en historia över Wiens universitet till 1565 (tre delar, 1865–88; efterlämnade anteckningar 1898).